# Збулітув-Малий
Збулітув-Малий (пол. Zbulitów Mały) — село в Польщі, у гміні Вогинь Радинського повіту Люблінського воєводства. Населення — 67 осіб (2011).

## Історія
У часи входження до складу Російської імперії належало до Радинського повіту Сідлецької губернії.
За даними етнографічної експедиції 1869—1870 років під керівництвом Павла Чубинського, у селі переважно проживали польськомовні римо-католики, меншою мірою — греко-католики, які також розмовляли польською.
У 1975—1998 роках село належало до Білопідляського воєводства.

## Демографія
Демографічна структура станом на 31 березня 2011 року:
|          | Загалом | Допрацездатний вік | Працездатний вік | Постпрацездатний вік |
| -------- | ------- | ------------------ | ---------------- | -------------------- |
| Чоловіки | 39      | 4                  | 25               | 10                   |
| Жінки    | 28      | 3                  | 14               | 11                   |
| Разом    | 67      | 7                  | 39               | 21                   |